# Niels Brockenhuus-Schack
Niels greve Brockenhuus-Schack (født 3. juni 1930 på Frederiksberg) er en dansk direktør, godsejer og civilingeniør.
Han er søn af greve Eiler Brockenhuus-Schack og hustru Elisabeth (Lissi) f. komtesse Schimmelmann, blev student fra Ordrup Gymnasium 1948, cand.polyt. (Göteborg) 1952. Han har været ingeniør hos Kampsax A/S 1954, underdirektør 1966 og direktør fra 1968.
Han har været medlem af Dansk Ingeniørforenings konkurrenceudvalg, af bestyrelsen for Kampmann, Kierulff & Saxild A/S, Carlsen-Langes Legatstiftelse, A/S Det Dansk-Franske Dampskibsselskab, Geodan A/S, Haldor Topsøe A/S, Hotel Scandinavia K/S, A/S Junckers Savværk, Papeterie de Nanterre S.A. m.fl. Ejer af Juellund fra1961 og af Giesegård gods fra 1963. 1978 blev han Ridder af Dannebrog og 1988 kammerherre.
Han blev gift 15. december 1956 med Madeleine Maria B-S., f. 18/10 1935 på Frederiksberg, datter af direktør F X d'Auchamp og hustru Ida f. Lange.